# Черро-аль-Вольтурно
Черро-аль-Вольтурно (итал. Cerro al Volturno) — коммуна в Италии, располагается в регионе Молизе, в провинции Изерния.
Население составляет 1429 человек (2008 г.), плотность населения составляет 62 чел./км². Занимает площадь 23 км². Почтовый индекс — 86072. Телефонный код — 0865.
Покровителем коммуны почитается святой Эмигдий, празднование 5 августа.

## Демография
Динамика населения:

## Администрация коммуны
- Официальный сайт: